# Cymothoe rubida
Cymothoe rubida är en fjärilsart som beskrevs av Holland 1920. Cymothoe rubida ingår i släktet Cymothoe och familjen praktfjärilar. Inga underarter finns listade i Catalogue of Life.